# ترینیتی (ماتریکس)
ترینیتی (به انگلیسی: Trinity) نام یکی از شخصیت‌های اصلی سه‌گانه ماتریکس می‌باشد که توسط کری-ان ماس ایفا شده‌است. اولین حضور این شخصیت در فیلم ماتریکس می‌باشد.
او دست راست مورفیس است. مورفیس سال‌ها پیش او را آزاد کرده و از آن وقت تا به حال او قابل اعتمادترین هم پیمان او شده‌است. پیشگو به او گفته که عاشق «شخص یگانه» خواهد شد.

## نمای کلی شخصیت
مانند دیگر شخصیت‌های اصلی سریال، ترینیتی یک برنامه‌نویس کامپیوتر و یک هکر است که از ماتریکس، یک برنامه کامپیوتری پیچیده که اکثر انسان‌ها در آن زندانی هستند، فرار کرده‌است. اگرچه جزئیات کمی در مورد زندگی قبلی او در داخل ماتریکس فاش شده‌است، اما گفته می‌شود که او یک پایگاه داده به قدری امن (درامدخدمات‌داخلی IRS) را شکسته که در بین هکرها مشهور است و مورفیوس، یکی از از فرماندهان هاورکرافت در دنیای واقعی، ابتدا او را شناسایی کرد و به او کمک کرد تا از ماتریکس فرار کند. او برای اولین بار در نبوکدنزار مورفیوس شریک است و به‌طور عمده به عنوان یک واسطه برای او و افرادی که مورفیس می‌خواهد از ماتریکس رها کند عمل می‌کند. با پیشرفت سریال، اهمیت اصلی او به عنوان یک شخصیت به رابطه نزدیک او با نئو تبدیل می‌شود. او در کار با کامپیوتر، وسایل نقلیه در داخل و خارج از ماتریکس و هنرهای رزمی مهارت دارد.
اگرچه نئو هر کاری می‌کند تا او را زنده نگه دارد، اما او مرگ را به عنوان بخشی ضروری از کار نئو برای نجات جهان می‌پذیرد. این تمایل به مردن برای نئو نشانه یک اراده ضعیف یا اشتیاق برای قربانی شدن نیست بلکه مرگ او نشان دهنده تعهد کامل او به هدفی است که به آن اعتقاد دارد. او به اندازه نئو مصمم است جهان را نجات دهد، نقش او در این تلاش متفاوت است.

## انتخاب بازیگران
تعداد معینی از بازیگران زن برای نقش ترینیتی در نظر گرفته شدند. آنها عبارتند از: جنیفر کانلی، جادا پینکت اسمیت، جانت جکسون، ماریسا تومی، اشلی جاد، سلما هایک، آنجلینا جولی، میشل یئو، جنیفر لوپز، کاترین زتا جونز، درو بریمور، کیت هادسون، اوما تورمن، جنیفر بیلز، ماریشکا هارگیتی، لوسی لیو، کورتنی کاکس، انجی هارمون، مینگ-نا ون، الیزابت هرلی، ساندرا بولاک، جیلیان اندرسون، هدر گراهام، وینونا رایدر و همچنین مدونا که فاش کرد نقش را رد کرده و اعتراف کرده که از این تصمیم پشیمان شده‌است.

## نام
یکی از باورهای بنیادین در مسیحیت، اعتقاد به حلول خدای یگانه در سه شخص خدای پدر، خدای پسر و خدای روح القدس است که به این باور تثلیث یا سه‌گانه باوری (به انگلیسی: Trinity) می‌گویند. هنگامی که او پایگاه داده IRS را قبل از انتشار از ماتریکس می‌شکند، دسته هکر «ترینیتی» را انتخاب می‌کند تا به این معنا باشد که او به اندازه مفهوم «سه در یک موجود» مبهم است. ترینیتی نیرویی است که نئو را به «رستگاری» خود راهنمایی می‌کند، و همچنین به او دستور می‌دهد تا از مرگ ظاهری خود در فیلم اول برخیزد، که دلالت بر شباهت بیشتر بین شخصیت او و خدا دارد.
محبوبیت نام ترینیتی به عنوان نامی برای نوزادان دختری که پس از انتشار ماتریکس در سال ۱۹۹۹ به دنیا آمدند، افزایش یافت. در ایالات متحده، این نام در دهه ۱۹۹۰ محبوبیت بیشتری داشت و تا سال ۱۹۹۸، پانصدوبیست‌وسومین نام محبوب بود. در سال ۱۹۹۹. ۲۰۹ و در سال ۲۰۰۰ هفتاد و چهارمین بود. در سال‌های ۲۰۰۴ و ۲۰۰۵ به عنوان چهل‌وهشتمین نام محبوب به اوج رسید و تا سال ۲۰۱۲ در میان ۱۰۰ نام برتر نوزادان دختر باقی مانده‌است.

## توانایی‌ها و مهارت‌ها
در سراسر فرنچایز ماتریکس، ترینیتی دارای مهارت‌های زیادی در داخل و خارج از ماتریکس است، از جمله هنرهای رزمی، هک کامپیوتر، استفاده از سلاح گرم و سایر سلاح‌ها، و کنترل طیف وسیعی از وسایل نقلیه. برخی از این مهارت‌ها را می‌توان در صورت نیاز از خارج از ماتریکس دانلود کرد، مانند زمانی که ترینیتی در طول فیلم اول با هلیکوپتر پرواز می‌کند. سایر مهارت‌ها آموزش دیده یا ذاتی هستند.
به نظر می‌رسد که ترینیتی در استفاده از اتومبیل، موتور سیکلت و سایر وسایل نقلیه حتی در مقایسه با سایر هکرها مهارت خاصی دارد. در فیلم اول، او یک هلیکوپتر بل۲۱۲ را برای کمک به نجات مورفیوس هدایت می‌کند. حتی پس از آسیب دیدن سیستم هیدرولیک آن، او به اندازه کافی کنترل خود را حفظ می‌کند تا نئو و مورفیوس را به جای امنی برساند، سپس قبل از سقوط به بیرون می‌پرد. در بارگذاری مجدد ماتریکس، او در حالی که توسط دوقلوهای مرووینگ، مأموران ماتریکس و پلیس تعقیب می‌شود، به راحتی یک سدان کادیلاک را می‌راند. حتی در حالی که به مورفیوس کمک می‌کند تا از کلیدساز در برابر یکی از دوقلوها محافظت کند، می‌تواند رانندگی کند. او همچنین کلیدساز را با موتورسیکلت دوکاتی۹۹۶ در یک تعقیب و گریز وحشتناک از طریق ترافیک روبرو می‌برد.

## توضیح
1. 1 2  آژانسی که مسئول جمع‌آوری مالیات و اجرای قوانین درآمد داخلی آمریکاست.